# De kapitein deel II
De kapitein deel II is een nummer van het Nederlandse cabaret- en zangduo Acda en De Munnik. Het nummer verscheen op hun album Hier zijn uit 2000. Op 13 oktober dat jaar werd het nummer uitgebracht als de eerste single van het album.

## Achtergrond
"De kapitein deel II" is geschreven door Thomas Acda en Paul de Munnik. Het dient als opvolger van het nummer "De kapitein", van het voorgaande studioalbum Naar huis uit 1998. Dat nummer gaat over een relatie waar alles in orde is, ondanks alle problemen om het stel heen. In "De kapitein deel II" is deze relatie toch beëindigd en vragen de geliefden zich af hoe zij de spullen gaan verdelen; dit zorgt voor de bekendste regel in het nummer, "cd van jou, cd van mij". De single werd uitsluitend een hit in Nederland en werd veel gedraaid op de landelijke radiozenders. De single bereikte de 24e positie in de Nederlandse Top 40 op destijds Radio 538 en een 16e positie in de publieke hitlijst; toentertijd de Mega Top 100 op Radio 3FM.
In de videoclip van "De kapitein deel II" spelen Acda en De Munnik twee verhuizers van verschillende transportbedrijven, die een onlangs uit elkaar gegaan stel helpen bij het verhuizen van hun bezittingen. Aangezien ze niet met elkaar eens kunnen worden wie welke spullen krijgt, besluiten de verhuizers om alle spullen in tweeën te breken. Op een laptop zijn daarnaast enkele keren beelden te zien van het duo dat het nummer live speelt.
Sinds de editie van december 2002 staat de single onafgebroken genoteerd in de  jaarlijks uitgezonden NPO Radio 2 Top 2000 van de Nederlandse publieke radiozender NPO Radio 2, met als hoogste notering een 105e positie in 2002.

## Hitnoteringen

### Nederlandse Top 40
| Hitnotering week 1 t/m 5: 21-10-2000 t/m 18-11-2000 Hitnotering week 6 t/m 7: 16-12-2000 t/m 23-12-2000 | Hitnotering week 1 t/m 5: 21-10-2000 t/m 18-11-2000 Hitnotering week 6 t/m 7: 16-12-2000 t/m 23-12-2000 | Hitnotering week 1 t/m 5: 21-10-2000 t/m 18-11-2000 Hitnotering week 6 t/m 7: 16-12-2000 t/m 23-12-2000 | Hitnotering week 1 t/m 5: 21-10-2000 t/m 18-11-2000 Hitnotering week 6 t/m 7: 16-12-2000 t/m 23-12-2000 | Hitnotering week 1 t/m 5: 21-10-2000 t/m 18-11-2000 Hitnotering week 6 t/m 7: 16-12-2000 t/m 23-12-2000 | Hitnotering week 1 t/m 5: 21-10-2000 t/m 18-11-2000 Hitnotering week 6 t/m 7: 16-12-2000 t/m 23-12-2000 | Hitnotering week 1 t/m 5: 21-10-2000 t/m 18-11-2000 Hitnotering week 6 t/m 7: 16-12-2000 t/m 23-12-2000 | Hitnotering week 1 t/m 5: 21-10-2000 t/m 18-11-2000 Hitnotering week 6 t/m 7: 16-12-2000 t/m 23-12-2000 | Hitnotering week 1 t/m 5: 21-10-2000 t/m 18-11-2000 Hitnotering week 6 t/m 7: 16-12-2000 t/m 23-12-2000 | Hitnotering week 1 t/m 5: 21-10-2000 t/m 18-11-2000 Hitnotering week 6 t/m 7: 16-12-2000 t/m 23-12-2000 |
| Week | 1 | 2 | 3 | 4 | 5 | | 6 | 7 | |
| --- | --- | --- | --- | --- | --- | --- | --- | --- | --- |
| Positie                                                                                                 | 24 | 24 | 26 | 24 | 28 | uit | 30 | 32 | uit |

### Mega Top 100
| Hitnotering: 21-10-2000 t/m 13-01-2001 | Hitnotering: 21-10-2000 t/m 13-01-2001 | Hitnotering: 21-10-2000 t/m 13-01-2001 | Hitnotering: 21-10-2000 t/m 13-01-2001 | Hitnotering: 21-10-2000 t/m 13-01-2001 | Hitnotering: 21-10-2000 t/m 13-01-2001 | Hitnotering: 21-10-2000 t/m 13-01-2001 | Hitnotering: 21-10-2000 t/m 13-01-2001 | Hitnotering: 21-10-2000 t/m 13-01-2001 | Hitnotering: 21-10-2000 t/m 13-01-2001 | Hitnotering: 21-10-2000 t/m 13-01-2001 | Hitnotering: 21-10-2000 t/m 13-01-2001 | Hitnotering: 21-10-2000 t/m 13-01-2001 | Hitnotering: 21-10-2000 t/m 13-01-2001 |
| Week                                   | 1                                      | 2                                      | 3                                      | 4                                      | 5                                      | 6                                      | 7                                      | 8                                      | 9                                      | 10                                     | 11                                     | 12                                     |                                        |
| -------------------------------------- | -------------------------------------- | -------------------------------------- | -------------------------------------- | -------------------------------------- | -------------------------------------- | -------------------------------------- | -------------------------------------- | -------------------------------------- | -------------------------------------- | -------------------------------------- | -------------------------------------- | -------------------------------------- | -------------------------------------- |
| Positie                                | 23                                     | 16                                     | 29                                     | 36                                     | 48                                     | 59                                     | 64                                     | 66                                     | 60                                     | 69                                     | 72                                     | 77                                     | uit                                    |

### NPO Radio 2 Top 2000
| Nummer met noteringen in de NPO Radio 2 Top 2000 | '02 | '03 | '04 | '05 | '06 | '07 | '08 | '09 | '10 | '11 | '12 | '13 | '14 | '15 | '16 | '17  | '18  | '19 | '20 | '21  | '22  | '23 | '24 |
| ------------------------------------------------ | --- | --- | --- | --- | --- | --- | --- | --- | --- | --- | --- | --- | --- | --- | --- | ---- | ---- | --- | --- | ---- | ---- | --- | --- |
| De kapitein deel II                              | 105 | 212 | 329 | 388 | 404 | 362 | 338 | 681 | 589 | 666 | 896 | 779 | 991 | 778 | 896 | 1013 | 1068 | 926 | 968 | 1060 | 1126 | 707 | 683 |

1. ↑  Een vetgedrukt getal geeft de hoogste notering aan.
2. ↑  2002 was het eerste jaar met een notering voor dit nummer.